# The Lion and the Mouse (film fra 1919)
The Lion and the Mouse er en amerikansk stumfilm fra 1919.

## Medvirkende
- Alice Joyce som Shirley Rossmore
- Conrad Nagel som Jefferson Ryder
- Anders Randolf som John Burkett Ryder
- Henry Hallam
- William T. Carleton som Roberts